# فتاة الإوز
فتاة الإوز (بالألمانية: Die Gänsemagd) هي حكاية خرافية ألمانية من مجموعة الأخوان غريم، تم نشرها أول مرة سنة 1815 تحت الرقم 2 بالكتاب الثاني في الطبعة الأولى لدار النشر (الأطفال وحكايات المنزل - حكايات غريم الخرافية). وفي الطبعة الثانية سنة 1819 نشرت تحت رقم القصة 89.

## الملخص
يحكى أن ملكة أرملة أرسلت ابنتها الأميرة للزواج من أمير في بلاد بعيدة رفقة خادمة شريرة حسودة تمتهن الشعوذة، وقبل أن تمضي أعطتها تعويذة خاصة تقيها من كل الشرور وأخبرتها أنها ستكون بخير طالما ارتدتها. وانطلقت الأميرة راكبة حصان سحري يسمى «فالادا» بإمكانه التحدث كالبشر.
سافرت الأميرة مع خادمتها مدة من الزمن حتى نال منها العطش فطلبت من الخادمة أن تجلب لها بعض المـاء لكنها ردّت: «إن أردتِ ماءً فاجلبيه بنفسك؛ لا أريد أن أكون خادمتك بعد الآن» فذهبت الأميرة إلى جدول قريب لتشرب وتنهدت في حزن قائلة: «ماذا سيحل بي؟» فردت التعويذة «وا حسرتاه، وا حسرتاه، إن علمت أمك سينفطر فؤادها الحنون لنصفين»، ثم واصلتا المسير حتى غلب الأميرة العطش مجددا فسألت خادمتها مجددا أن تحضر لها الماء، لكن الخادمة الشريرة ردت: «لن أخدمك بعد الآن، مهما كان ما تقولانه أنت وأمك.» وتركت الأميرة المسكينة وحدها تشرب من النهر بيديها الصغيرتين، وحين انحنت سقطت تعويذتها في الماء وأخذها التيار بعيدا.
فرحت الخادمة الشريرة بذلك وقررت انتحال شخصية الأميرة فأمرتها أن يتبادلا الملابس والأحصنة كذلك، وهددتها بالموت إن أخبرت أحدا وأجبرتها أن تقسم على كتمان السـر، وكذلك فعلت الأميرة المسكينة التي لا حول ولا قوة لها. فامتطت الخادمة فالادا وأكملتا الطريق نحو القصر وحين وصلتا عرفت بنفسها على أنها الأميرة، أما الأميرة الحقيقية فقد أمرت بحراسة الإوز رفقة صبي يدعى كونراد. وخشية أن يفضحها الحصان الناطق؛ أمرت العروس المزيفة أن يقتل فالادا وللأسف تم ذلك وعرفت الأميرة المسكينة بالأمر بعد فوات الأوان فهرعت إلى حصانها لتجده جثة هامدة فطلبت من الحراس وضع رأسه في مدخل المدينة كي تمر عليه كل يوم حين تأخذ إوزها للرعي.

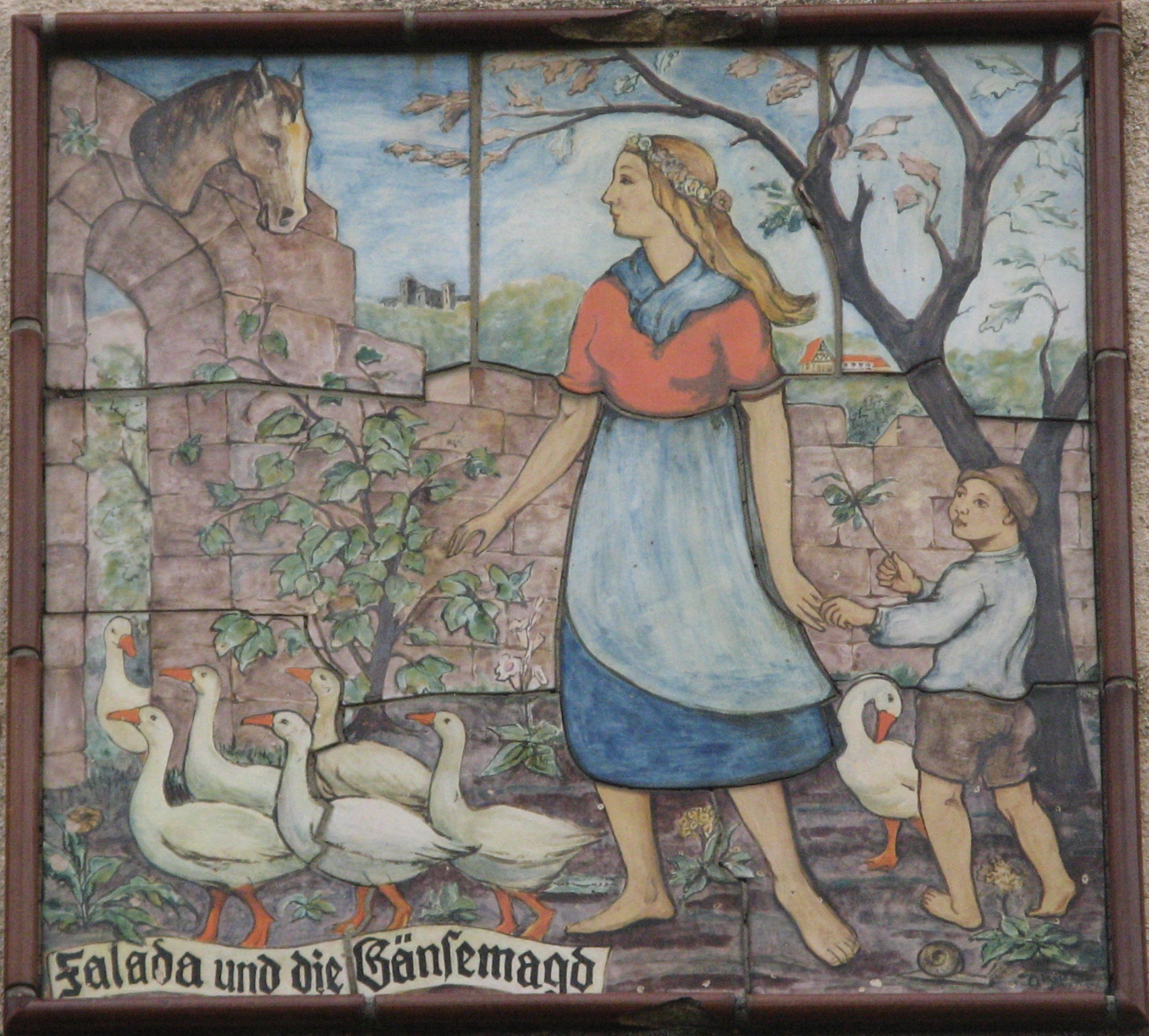
صورة توضيحية لفتاة الوز بواسطة جوهان سايدلونغ.

في صباح اليوم الموالي خاطبت الأميرة رأس الحصان في المدخل «فلادا، فلادا، إنك ميت وقد فارقت السعادة حياتي» فرد فالادا «واحسرتاه، واحسرتاه، إن علمت أمك سينفطر فؤادها الحنون لنصفين». وعلى المرج أين يرتع الإوز شاهد كونراد الأميرة تمشط شعرها الجميل ونظرا للمعانه الشديد مد يده لينتزع شعرة أو شعرتين من خصلاتها الذهبية، لكن الأميرة رأته ونطقت بالتعويذة «اعصف يا ريح، قلت اعصف، خذ قبعة كونراد بعيدا ولا تتركه يعود اليوم حتى أكمل تسريح شعري» فقام الريح بحمله بعيد ولم يستطع الرجوع حتى أكملت فتاة الوز تمشيط وتسريح شعرها.
ذهب كونارد غاضبا إلى الأمير وأخبره أنه لن يرعى الإوز مع تلك الفتاة بعد الآن لأن أمورا غريبة حدثت، وقص عليه ما حدث فطلب منه الأمير أن يفعلها مرة أخرى حتى يتسنى له مشاهدة ذلك خفية من بعيد، وفي الصباح التالي رأى الأمير بأم عينيه أن كلام كونارد حقيقي فطلب من الأميرة أن تخبره بسرها وقصتها، لكنها رفضت ذلك بسبب قسمها وخوفها على حياتها، فطمأنها الأمير وأقنعها أن تروي حكايتها للموقد الحديدي، فقبلت الأميرة واعتلت الموقد ومن داخله روت حكايتها للجميع في البلاط الملكي فأدرك الجميع أنها الأميرة الحقيقية.
بعد ذلك كسى الأمير الأميرة ملابس ملكية وألغى زفافه من الأميرة المزيفة واحتال عليها لتختار عقابها الخاص (الذي يختلف من ترجمة إلى أخرى) وتزوج الأميرة الحقيقية (فتاة الوز) وعاش الجميع بسعادة وهناء.

## روابط خارجية
- فتاة الإوز بالإنجليزية
- حارسة الإوز في كرتون حكايات عالمية . على يوتيوب